# Atherimorpha fulva
Atherimorpha fulva är en tvåvingeart som beskrevs av Hardy 1920. Atherimorpha fulva ingår i släktet Atherimorpha och familjen snäppflugor.
Artens utbredningsområde är Tasmanien. Inga underarter finns listade i Catalogue of Life.